# Sutton (Londra)
Sutton (AFI: /ˈsʌtən/) è un quartiere di Londra, nell'omonimo borgo londinese, situato a 16 km a sud-ovest di Charing Cross.

È identificato, nel Piano di Londra, come uno degli quattordici centri metropolitani della Grande Londra.

## Origine del nome
Il toponimo Sutton è attestato nel Domesday Book del 1086 con la forma Sudtone. Deriva dall'inglese antico sūth e tūn, che significano rispettivamente "sud" e "fattoria" o "insediamento".

## Infrastrutture e trasporti

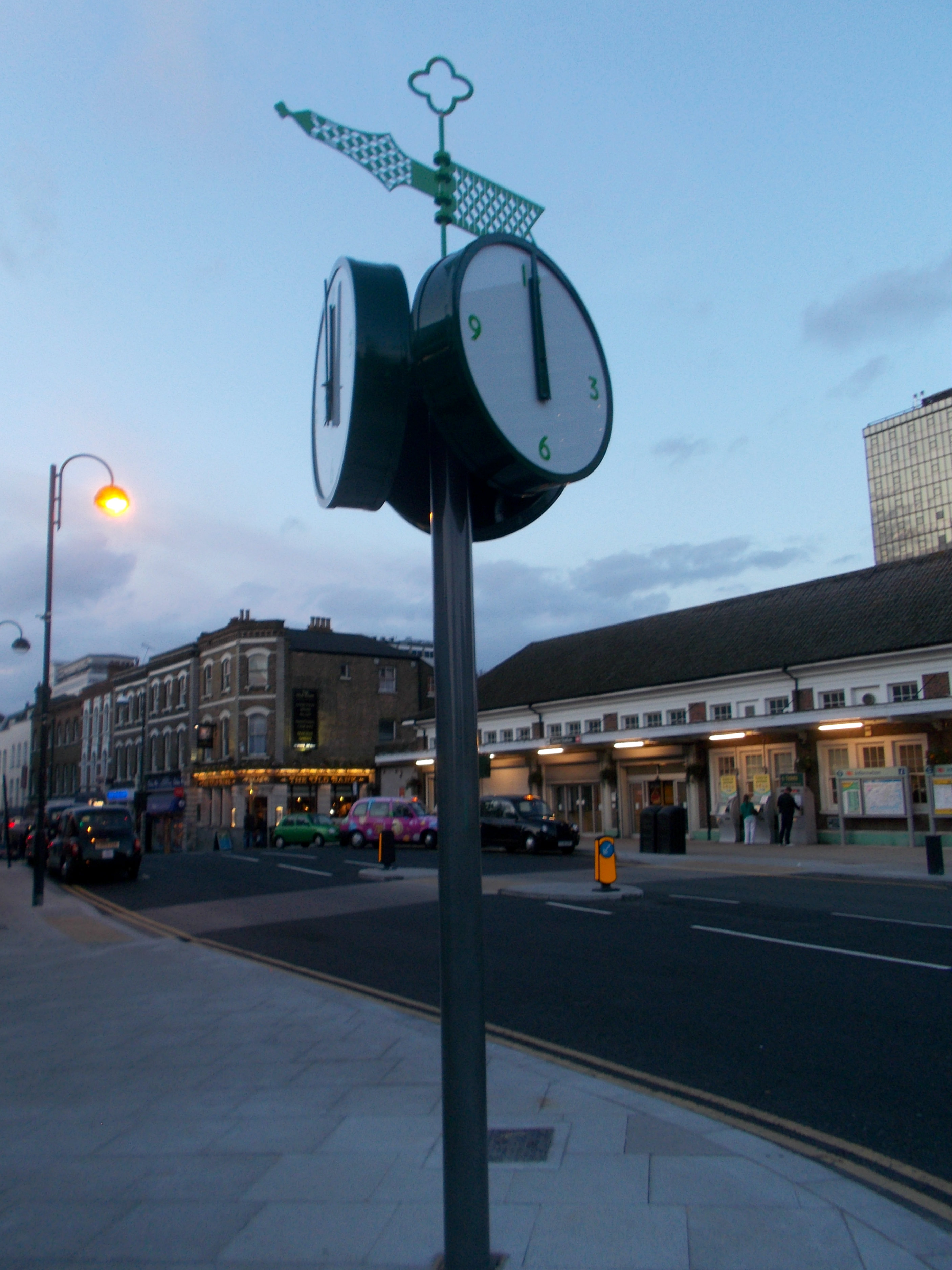
Orologio situato di fronte alla stazione del quartiere

Il quartiere è servito dalla stazione di Sutton, che si trova lungo la ferrovia Streatham-Sutton e che è servita dai treni della rete Thameslink, operati da Govia Thameslink Railway.
Numerose linee di autobus, gestite da vari operatori per conto di London Buses, collegano Sutton ai quartieri limitrofi e all'aeroporto di Heathrow.